# Christoph Luitpold Frommel
Pour les articles homonymes, voir Frommel.
 (janvier 2016).
Si vous disposez d'ouvrages ou d'articles de référence ou si vous connaissez des sites web de qualité traitant du thème abordé ici, merci de compléter l'article en donnant les références utiles à sa vérifiabilité et en les liant à la section « Notes et références ».
Christoph Luitpold Frommel (né le 25 septembre 1933 à Heidelberg) est un historien de l'art allemand, spécialiste de l'architecture de la Renaissance.

## Biographie
Il est le fils du compositeur allemand Gerhard Frommel et petit-fils du théologien protestant Otto Frommel. Après avoir notamment enseigné à l'université de Bonn, il a été directeur de la Bibliotheca Hertziana à Rome.
Christoph L. Frommel est marié en secondes noces à l'historienne de l'art allemande Sabine Frommel.
En Italie, Christoph L. Frommel est membre de l'Accademia nazionale dei Lincei et de l'Accademia di San Luca depuis 2005. Il est également membre correspondant de l'Académie des Sciences de Göttingen.
Il est grand-officier de l'Ordre du Mérite de la République italienne (1999).